# Mohamed Bettamer
Mohamed Bettamer (Camden, 1º aprile 1993) è un calciatore libico con cittadinanza britannica, centrocampista dell'Al-Tahaddy.

## Carriera

### Club
Ha giocato nelle serie minori del campionato inglese e nella prima divisione libica.

### Nazionale
Nel 2020 ha esordito in nazionale.

## Statistiche

### Cronologia presenze e reti in nazionale
| Cronologia completa delle presenze e delle reti in nazionale ― Libia | Cronologia completa delle presenze e delle reti in nazionale ― Libia | Cronologia completa delle presenze e delle reti in nazionale ― Libia | Cronologia completa delle presenze e delle reti in nazionale ― Libia | Cronologia completa delle presenze e delle reti in nazionale ― Libia | Cronologia completa delle presenze e delle reti in nazionale ― Libia | Cronologia completa delle presenze e delle reti in nazionale ― Libia | Cronologia completa delle presenze e delle reti in nazionale ― Libia |
| Data                                                                 | Città                                                                | In casa                                                              | Risultato                                                            | Ospiti                                                               | Competizione                                                         | Reti                                                                 | Note                                                                 |
| -------------------------------------------------------------------- | -------------------------------------------------------------------- | -------------------------------------------------------------------- | -------------------------------------------------------------------- | -------------------------------------------------------------------- | -------------------------------------------------------------------- | -------------------------------------------------------------------- | -------------------------------------------------------------------- |
| 11-11-2020                                                           | Il Cairo                                                             | Libia                                                                | 2 – 3                                                                | Guinea Equatoriale                                                   | Qual. Coppa d'Africa 2021                                            | -                                                                    | 88’                                                                  |
| 15-11-2020                                                           | Bata                                                                 | Guinea Equatoriale                                                   | 1 – 0                                                                | Libia                                                                | Qual. Coppa d'Africa 2021                                            | -                                                                    | 77’                                                                  |
| Totale                                                               |                                                                      | Presenze                                                             | 2                                                                    |                                                                      | Reti                                                                 | 1                                                                    |                                                                      |